# Dishdasha

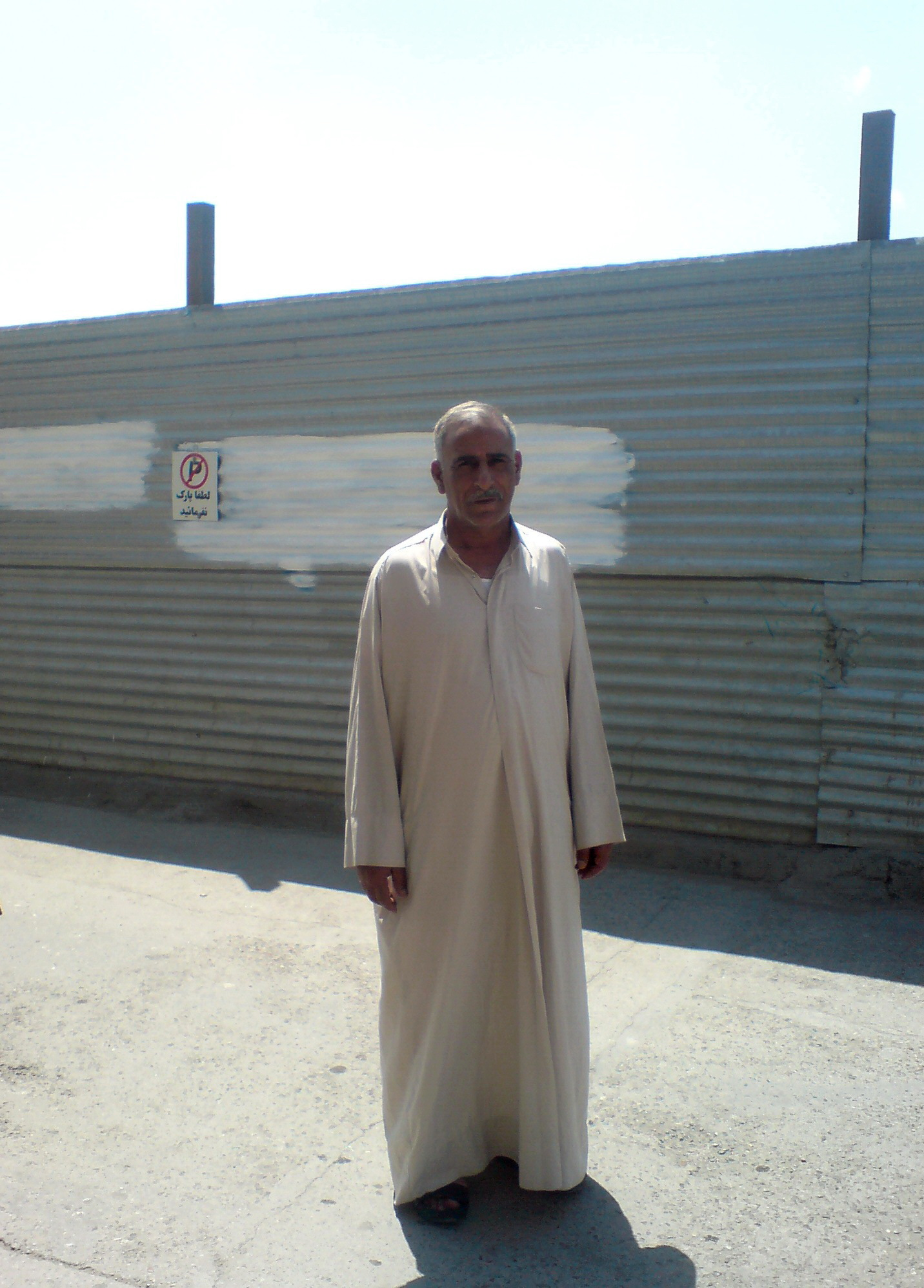
Uomo iracheno che indossa un dishdasha.

La dishdasha (دشداشة, dišdāša), o anche kandura (كندورة, kandūra), qamees (قميص, qamīṣ) o semplicemente thawb (in arabo: ثوب, 'abito'), è un indumento lungo fino alle caviglie, di solito con maniche lunghe, simile ad una tunica. Generalmente è indossata dagli uomini musulmani, per lo più nel mondo arabo. Si tratta normalmente di un abito di cotone, ma possono essere utilizzati anche materiali più pesanti, come la lana, soprattutto in climi freddi.
È utilizzata in modo massiccio, come indumento, negli Stati del Golfo. Se negli Emirati Arabi Uniti la parola più comune per indicarla è kandura, nel resto del Medio Oriente arabo è dishdasha il termine più diffuso.
A parere di alcuni musulmani più ortodossi, la lunghezza deve essere un po' più corta rispetto alle caviglie.